# Токтомушев, Максатбек ажы Токтомушевич
Максатбек ажы Токтомушевич Токтомушев (род. 9 августа 1973, Кара-Кулжа, Ошская область) — киргизский религиозный деятель, Верховный муфтий Кыргызстана (2014—2021).

## Биография
Родился 9 августа 1973 года в селе Кара-Кулжа, входящем в Кара-Кульджинский район Ошской области. В 1991—1995 годах учился в Ошском сельскохозяйственном институте, в котором получил специальность зооинженера. Затем учился медресе в Пакистане, где изучал фикх в области ханафитского мазхаба. В 2005—2013 годах преподавал в медресе «Абдулла ибн Масуд». Одновременно с этим в 2008—2010 годах занимал должность имам-хатыба одной из мечетей Бишкека. В 2010—2013 годах был казыем Бишкека. С июля 2013 по 2014 год был заместителем муфтия Киргизии.
В 2014 году избран муфтием Киргизии. Переизбран в 2017 году. 10 февраля 2021 года покинул должность муфтия ДУМК на фоне выдвижения обвинения Государственного комитета национальной безопасности Кыргызской Республики в отношения него.
Входит в шариатский совет (правление) «ЭкоИсламикБанка».

### Скандалы
30 января 2014 года, после опубликования доклада Human Rights Watch о том, что в Кыргызстане гомо- и бисексуалы подвергаются вымогательству, угрозам, произвольному задержанию, побоям и сексуальным посягательствам со стороны кыргызской милиции, Токтомушев выпустил фетву, направленную против гомосексуальности, которая содержала хадис со словами «убейте того, кто делает, и того, с кем делают!», касающимися гомосексуалов.
Бывший министр юстиции Киргизии Марат Кайыпов заявил, что хотя религиозные лидеры имеют право на личное мнение, однако они должны брать во внимание воздействие их слов на общество. Правозащитница Толекан Исмаилова выразила опасения о том, что эта фетва может спровоцировать насилие в отношении ЛГБТ, и призвала генеральную прокуратуру Киргизии провести расследование.
В конце концов, фетва была удалена с сайта Духовного управления, а Токтомушев выступил со словами о том, что текст фетвы не являлся призывом к народу убивать кого-либо.

### Личная жизнь
Женат, шестеро детей — четверо сыновей и две дочери. Помимо киргизского, владеет также русским, арабским и урду.

## Награды
- Орден «Достук» (30 августа 2017) — за особый вклад в развитие социально-экономического, духовного и интеллектуального потенциала Кыргызской Республики[11].